# Баракуде
Баракуде (Sphyraenidae) је породица великих морских риба грабљивица из групе зракоперки, познатих по страшном изгледу и свирепом понашању. Баракуда је морска риба из рода Sphyraena, јединог рода из моногенеричне породице Sphyraenidae којој је име дао Константин Семјуел Рафинеск 1815. године. Може се пронаћи у тропским и суптропским океанима широм свијета, од источне границе Атлантског океана до Црвеног мора, на западној граници Карипског мора и у тропским областима Тихог океана. Баракуде бораве у близини површине воде и у близини коралних гребена и морске траве. Баракуде су на мети љубитеља спортског риболова. 

## Опис
Баракуде имају змијолик изглед, са истакнутим, оштрим зубима налик на оне код пирана. Сви зуби су различитих величина, постављени у зубне чашице баракудиних великих вилица. Имају велике, зашиљене главе. Њихови прекривачи шкрга немају бодље и прекривени су ситним љускама. Њихове двије леђне пераје су широко одвојене, при чему предња пераја имају пет бодљи, а задња пераја једну бодљу. Задња леђна пераја је по величини слична аналној пераји и налази се изнад ње. Бочна линија је истакнута и протеже се равно од главе до репа. Спинозна леђна пераја је постављена изнад карличних пераја и нормално је увучена у утор. Каудална пераја је умјерено рачваста са двоструко закривљеном задњом ивицом. Пекторалне пераје постављене су ниско на бочним странама. Пливачки мјехур је велики. Брзе и динамичне, баракуде су витке са малим размјерама. Баракуде такође имају два одвојена леђна пераја, испружену доњу вилицу и велика уста са много великих, оштрих зуба.
У већини случајева, баракуде су тамносиве, тамнозелене, бијеле или плаве боје на горњем дијелу тела, са сребрнастим странама и бијелим трбухом. Боја се разликује у зависности од врста. Код неких врста појављују се неправилне и неорганизоване црне тачке или низ тамнијих линија са сваке стране. Њихове пераје могу бити жућкасте или тамне. Баракуде живе углавном у океанима, али одређене врсте, попут велике баракуде, живе у бочастој води. 

## Врсте
Препознато је 28 врста из овог рода: 
- Sphyraena arabiansis[6]
- Sphyraena acutipinnis
- Sphyraena afra
- Sphyraena argentea
- Sphyraena barracuda
- Sphyraena borealis
- Sphyraena chrysotaenia
- Sphyraena ensis
- Sphyraena flavicauda
- Sphyraena forsteri
- Sphyraena guachancho
- Sphyraena helleri
- Sphyraena iburiensis
- Sphyraena idiastes
- Sphyraena intermedia[7]
- Sphyraena japonica
- Sphyraena jello
- Sphyraena lucasana
- Sphyraena novaehollandiae
- Sphyraena obtusata
- Sphyraena picudilla
- Sphyraena pinguis
- Sphyraena putnamae
- Sphyraena qenie
- Sphyraena sphyraena
- Sphyraena tome
- Sphyraena viridensis

## Галерија
- Ронилац плива поред групе баракуда из врсте Sphyraena putnamae
- Увећана снимка баракуде из врсте Sphyraena barracuda
- Sphyraena barracuda са плијеном
- Група баракуда из врсте Sphyraena putnamae
- Sphyraena borealis
- Жена носи баракуду на Мадагаскару